# Huracán Hortense
El Huracán Hortense fue la octava tormenta tropical, sexto huracán y, el segundo  huracán categoría 4 de 1996. Duró desde el 3 de septiembre al 16 de septiembre, Hortense trajo inundaciones torrenciales, ya que se trasladó sobre las Antillas Menores, Puerto Rico, y la República Dominicana. Golpó sólo un año después de los huracanes Luis y Marilyn, y semanas después de Bertha. Causó 39 muertes y $158 millones (1996 USD) en daños.

## Historia Meteorológica

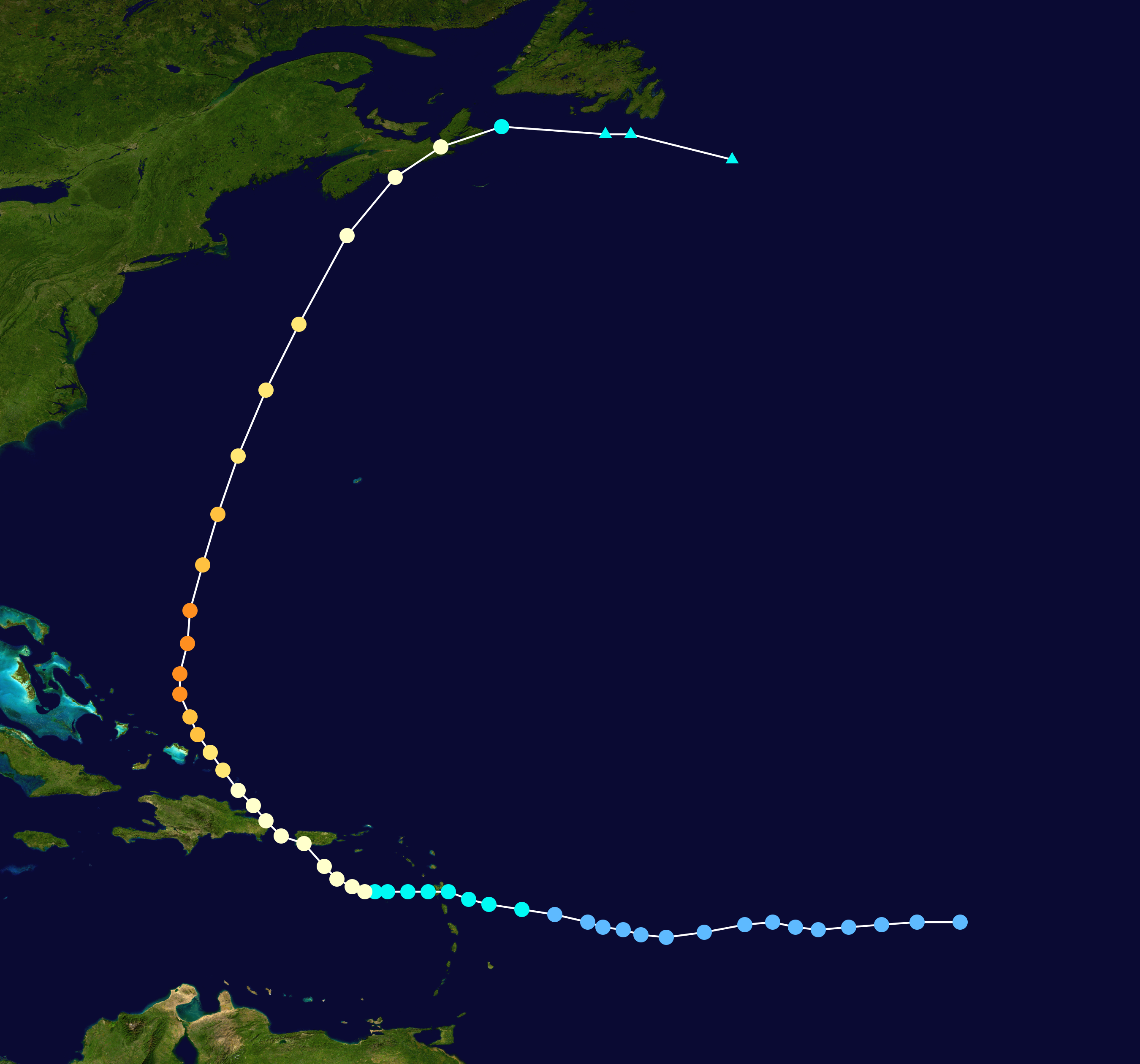
Recorrido de la Tormenta.

Un fuerte sistema de baja presión sale de la costa de Senegal el 30 de agosto y se trasladó hacia el oeste. Un bien definido de bajo nivel de circulación rápidamente se formó, pero sigue siendo mínima la convección debido a la fuerte cizalladura del nivel superior. La cizalla disminuyó lo suficiente como para permitir el aumento de actividad, y el sistema se convirtió en la depresión tropical Ocho el 3 de septiembre. Cuando se desplazó hacia el oeste bajo la influencia de un sistema de alta presión, convección alrededor de la depresión sigue siendo mínima debido a la persistencia de cizalla. Dado que la depresión se acercó a las Antillas Menores, el nivel superior de cizallamiento disminuido rápidamente, y es capaz de organizarse en la tormenta tropical Hortense el día 7.
Hortense se trasladó lentamente por las Islas de Sotavento las tarde del 7 de septiembre al 8, y pese a las previsiones iniciales de rápido fortalecimiento a la condición de huracán, Hortense encontradas cizalla de un movimiento rápido de nivel superior a través de corto. Cizalla disminuido rápidamente, y Hortense pudo llegar a la fuerza de huracanes el 9 en el noreste del mar Caribe. El gran huracán se dirigió al noroeste, y pasó sobre el suroeste de Puerto Rico cerca de Guánica. Después de dos horas sobre la tierra, salió al mar en paralelo a la costa noreste de República Dominicana con vientos de 130 km/h (80 mph).

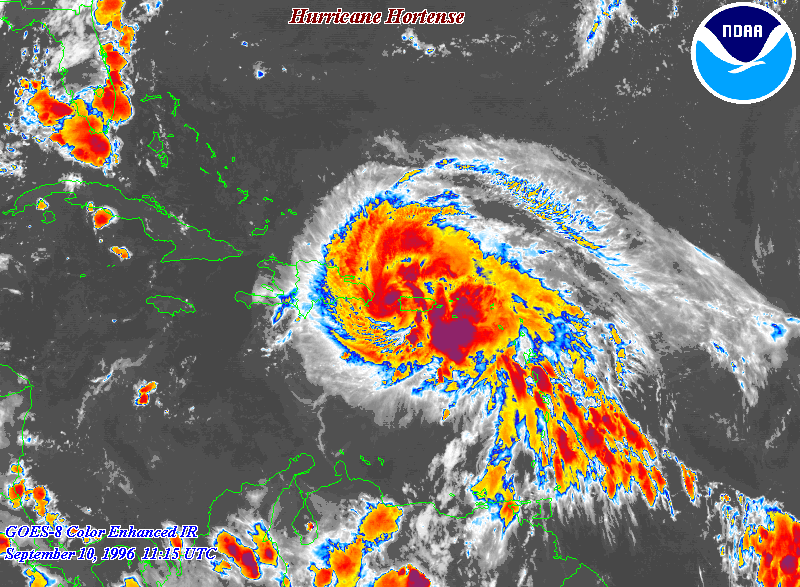
Hortense cerca de tocar tierra en Puerto Rico.

El huracán Hortense se trasladó hacia el noroeste sobre el océano Atlántico, pasando al norte de las Islas Turcas y Caicos, donde se informó de condiciones de huracán. Las condiciones se convirtieron en ideales para el desarrollo, y el huracán se intensificó rápidamente a 220 km/h, y categoría 4 el 13 de septiembre. El desarrollo de un frente llevó a Hortense rápidamente al noreste, la producción de cizalla debilitó rápidamente el huracán. Como un huracán categoría 1 el día 15 ª, Hortense cruzó el sur de la costa de Nueva Escocia, hacia el este. Más tarde ese mismo día la tormenta se convirtió en extratropical al sur de Terranova, y se disipó el 16 de septiembre sobre el Atlántico Norte.

## Impacto
| Región               | Muertos |
| -------------------- | ------- |
| Puerto Rico          | 18      |
| República Dominicana | 3       |
| Total                | 21      |

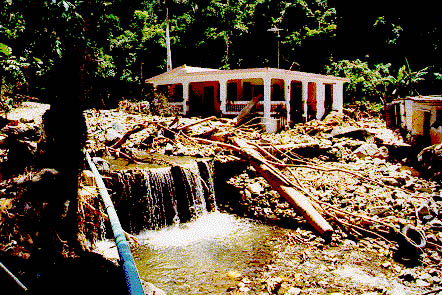
Inundaciones causadas por Hortense.

Hortense fue un gran y húmedo huracán, produciendo cerca de 250 mm de lluvia en Guadalupe. No se informó de otros daños ocurridos en las Antillas Menores.

### Retirados
El nombre Hortense se retiró en la primavera de 1997 y nunca más volverá a ser utilizado para un huracán del Atlántico. Fue reemplazado por Hanna en la temporada 2002.